# Nacnenuques
Os Nacnenuques são um grupo indígena que atualmente se identifica como crenaque, mas que no passado foram chamados de botocudos.